# Chassagne-Montrachet
Chassagne-Montrachet ist eine Gemeinde mit 263 Einwohnern (Stand 1. Januar 2022) in der Region Bourgogne-Franche-Comté (Bourgogne) im Département Côte-d’Or in Frankreich. Sie ist eine der kleineren Weinbaugemeinden der Côte de Beaune, fast ebenso groß wie die Nachbargemeinde Puligny-Montrachet. Chassagne-Montrachet liegt an der Departementstraße 113a, ca. 200 Meter westlich der Nationalstraße 74, der Route des Grands Crus, im südlichen Bereich der Côte de Beaune zwischen Santenay und Meursault, Die Entfernung bis Beaune beträgt 14 Kilometer.
Wie viele Gemeinden des Burgunds hat die Gemeinde Chassagne im Jahr 1879 den Namen ihrer Top-Weinlage Montrachet zum Ortsnamen hinzugefügt.

## Bevölkerungsentwicklung
| Jahr                       | 1962 | 1968 | 1975 | 1982 | 1990 | 1999 | 2006 | 2016 |
| Einwohner                  | 574  | 504  | 446  | 454  | 431  | 472  | 396  | 308  |
| Quellen: Cassini und INSEE |      |      |      |      |      |      |      |      |

## Weinbau in Chassagne-Montrachet
Das Weinbaugebiet Chassagne-Montrachet verfügt seit dem 21. Mai 1970 über den Status einer Appellation d’Origine Contrôlée (kurz AOC). Das Gebiet umfasst insgesamt 339 Hektar Rebfläche, davon gehören 159 Hektar zu den insgesamt 19 Premier Cru Lagen. Im Weinbaugebiet werden sowohl Weißwein (ca. 60 % der Menge) als auch Rotweine (ca. 40 %) erzeugt.
Die feinsten weißen Burgunder wachsen hier auf ca. 7,5 Hektar Rebfläche. Sie verfügen über ein ausgesprochen volles Bukett. Der edle, komplexe Geschmack ist ohne Übertreibung „majestätisch“ zu nennen. Die Lage „Le Montrachet“, umgeben von einer niedrigen Mauer und mit Eisentoren versehen, also ein Clos, ist einer der bekanntesten Weinberge der Welt und liegt zur Hälfte in der Gemarkung Chassagne. Der andere Teil gehört zu Puligny. An der Lage Bâtard-Montrachet (Grand Cru) hat Chassagne ebenfalls einen Anteil. Hier werden Weine erzeugt, die dem Le Montrachet sehr ähnlich sind. Die kleine Grand-Cru-Lage Criots-Bâtard-Montrachet gehört ganz zur Gemarkung Chassagne-Montrachet, die durchschnittliche Erzeugung aus dieser Lage beträgt nur ca. 7000 Flaschen (53 hl). Erwähnenswert sind aber auch die Premiers Crus der Gemeinde, die sämtlich eine überdurchschnittliche Tiefe im Charakter auszeichnet.